# Den tavse Tilskuer
Den tavse Tilskuer (originaltitel The Silent Watcher) er en amerikansk stumfilm fra 1924 instrueret af Frank Lloyd.

## Medvirkende
- Glenn Hunter som Joe Roberts
- Bessie Love som Mary Roberts
- Hobart Bosworth som John Steele
- Alma Bennett som Lily Elliott
- Gertrude Astor som Mrs. Steele
- George Nichols som Jim Tufts
- Aggie Herring som Mrs. Tufts
- Lionel Belmore som Barnes
- DeWitt Jennings som Stuart
- Brandon Hurst som Herrold